# Kim Jeong-ho

El mapa Daedongyeojido,

Kim Jeong-ho (en hanja: 金正浩, hangul: 김정호; 1804 - 1866?), de nombre de cortesía Gosanja (en hanja, 고산자; literalmente, «hombre de la vieja montaña»), fue un geógrafo y cartógrafo coreano de la dinastía Joseon. 
Probablemente nacido en 1804 y fallecido en 1866, es famoso por producir los mapas antiguos más grandes y detallados de la península de Corea, el Cheonggudo en 1834 y el Daedongyeojido en 1861.

## Biografía
Nació en Hwanghae y se cree que exploró toda la península de Corea, a través de montañas y valles, para investigar y compilar su obra maestra, el Daedongyeojido (en hangul, 대동여지도; en hanja, 大東輿地圖) un mapa de Corea que se publicó en 1861, del que posteriormente se elaboró una versión de una sola hoja, el Daedongyeojijeondo (en hangul, 대동여지전도; en hanja, 大東與地全圖). Aunque algunos historiadores han argumentado que no exploró ni dibujó mapas personalmente, sino que fue un constructor de la región y que tan solo se basó en mapas gubernamentales y «mapas caseros», que eran mapas elaborados de forma privada por familias influyentes de cada región. Generalmente mostraban bosques o tierras agrícolas de su propiedad y su precisión no era menor que la de los mapas oficiales.

### Desaparición
Los acontecimientos que rodearon su muerte son oscuros. Tras la publicación de una versión posterior del Daedongyeojido en 1866, no se volvió a saber nada de él. El documento del Gobernador general de Corea afirma que el regente coreano Daewongun, al ver su versión posterior del gran mapa, se indignó por la inclusión de detalles sensibles y críticos para la defensa nacional. Según el documento, Daewongun le hizo arrestar y encarcelar y destruyó los mapas.
Sin embargo, el bloque de impresión de madera original del Daedongyeojido todavía se puede encontrar en la Universidad Soongsil y también en la Universidad de Corea, lo que contradice el documento del Gobernador general. Además, otros que ayudaron a desarrollar el mapa, como Choe Han-gi y Shin Hun, no fueron condenados en absoluto. La comunidad histórica coreana generalmente cree que el documento fue una invención del Gobierno General, que estaba bajo el control de Japón durante la ocupación japonesa de Corea.

## Eponimia
El asteroide 95016 Kimjeongho lleva su nombre.

## Galería de imágenes

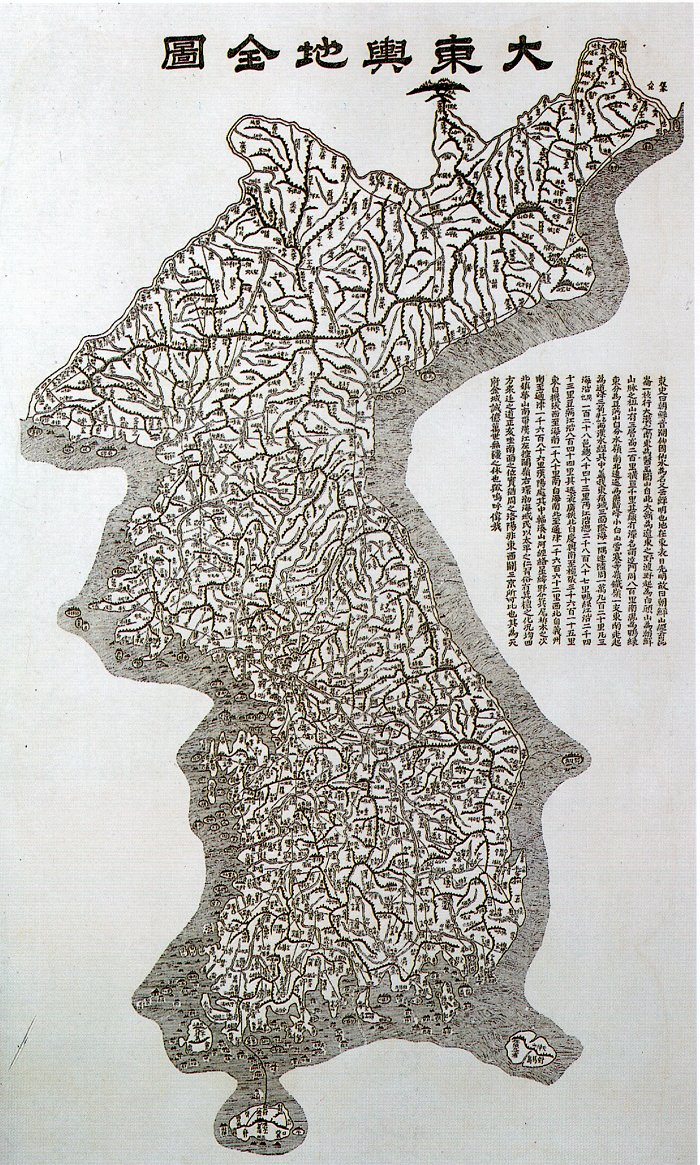
Daedongyeojijeondo
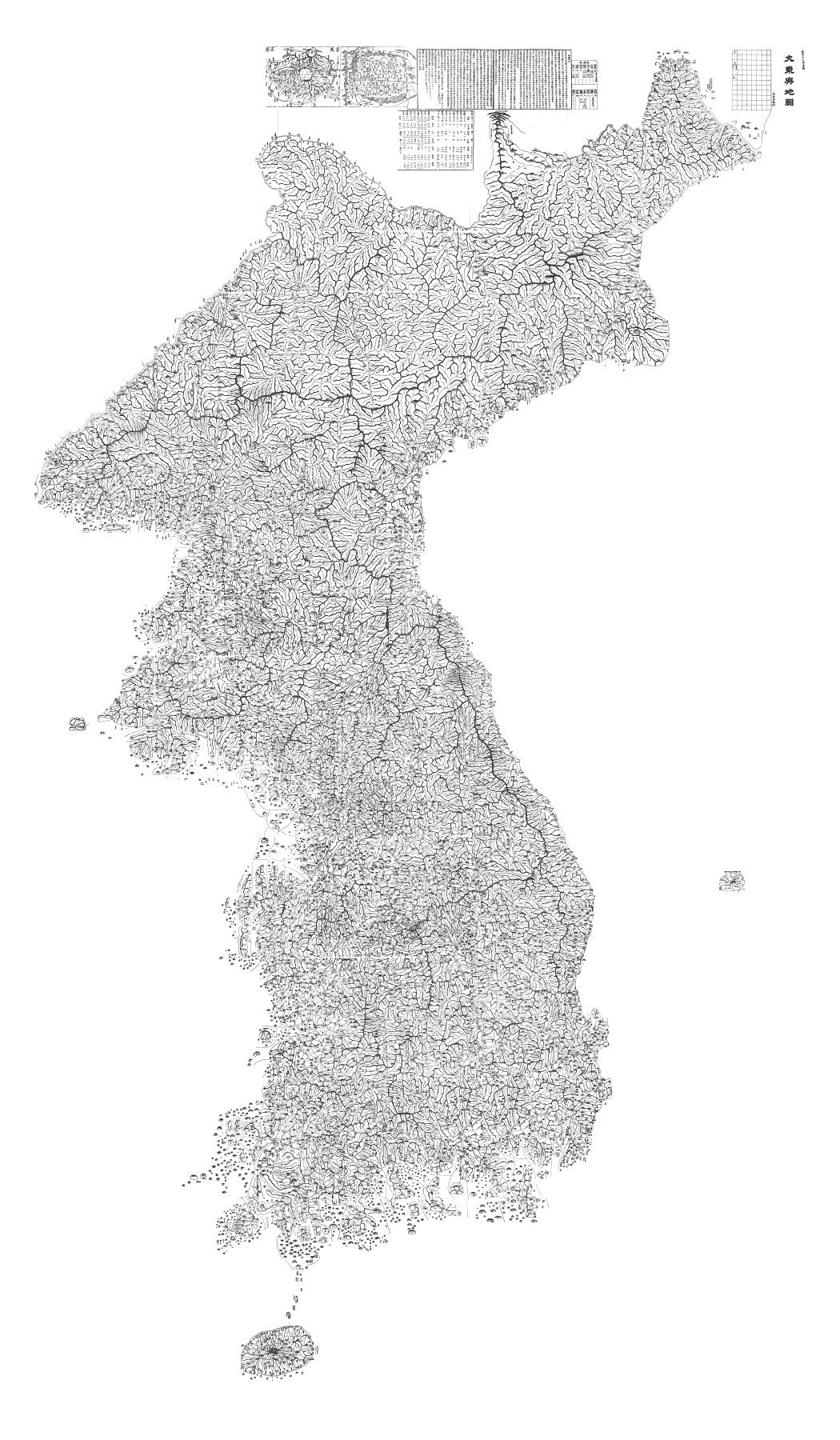
Daedongyeojijeondo, otra versión
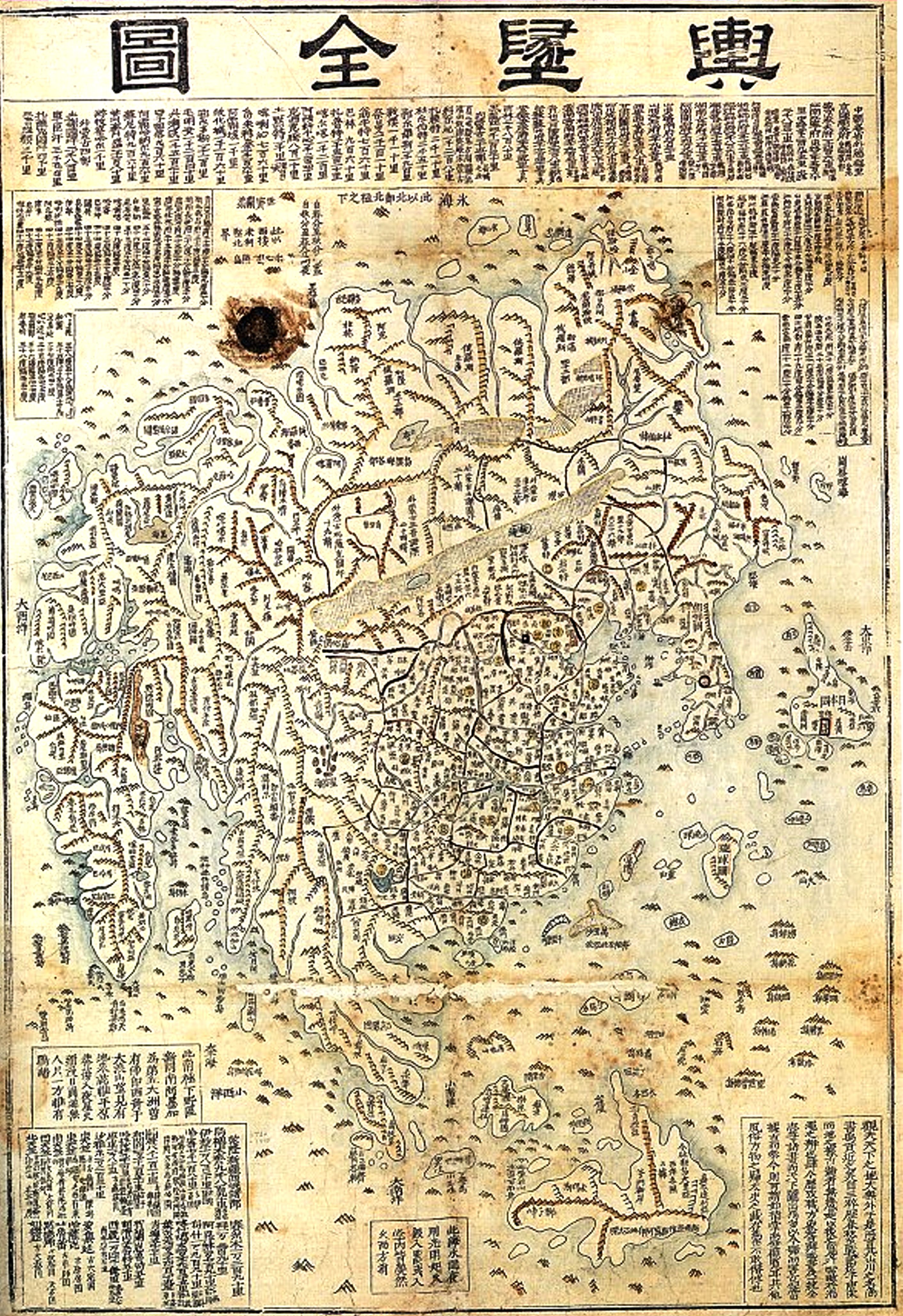
Jeojiyeondo
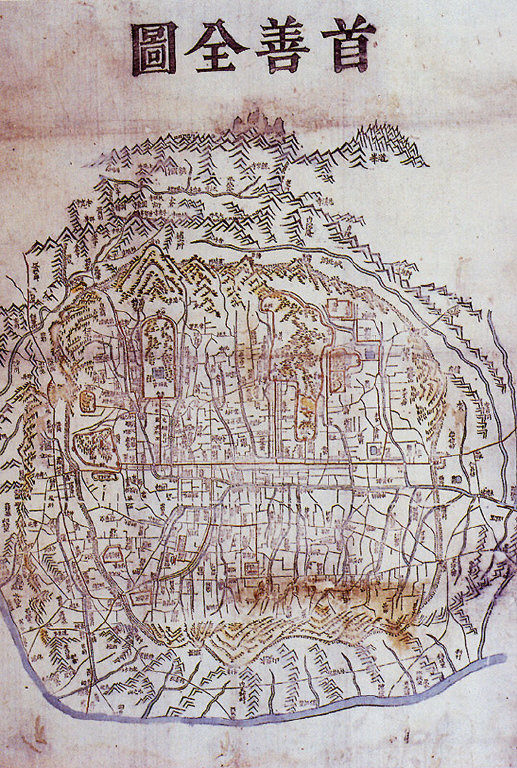
Suseonyeondo
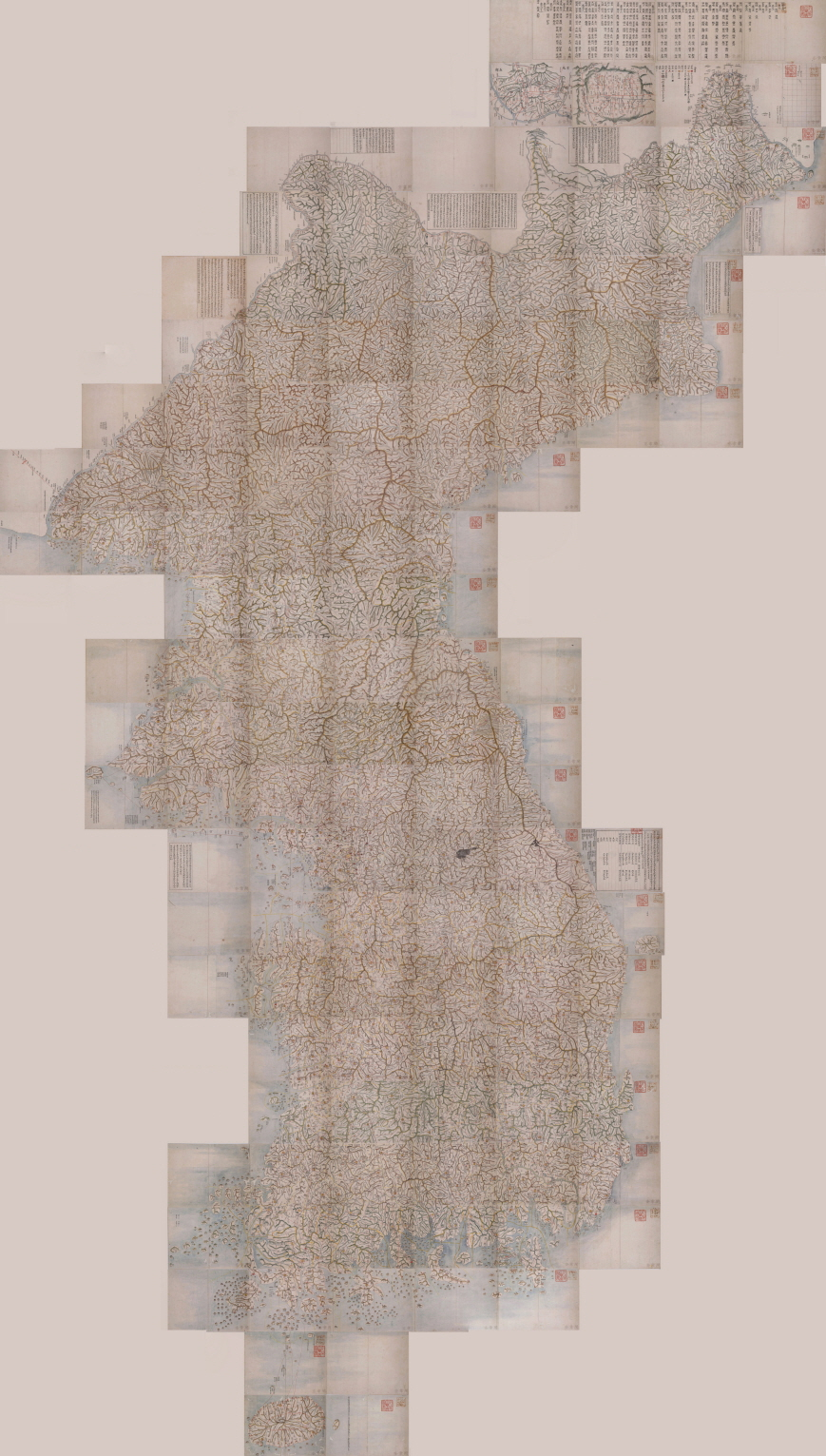
Dongyeodo

## Lectura adicional
- Kane, Daniel C. (2003), “Mártir de un mapa: el inescrutable padre de la cartografía coreana”. El mundo de Mercator, vol. 8, No. 1 (enero/febrero 2003).
- Cope, Angela (2009), "Tesoro nacional coreano identificado en la biblioteca de AGS". Boletín de las bibliotecas de la UWM, otoño de 2009, n.º 56.
- Ledyard, Gari (1994) "Cartografía en Corea". La historia de la cartografía, vol. 2, Libro 2, (Ledyard incluye una biografía de Kim con una descripción de su contribución a la cartografía en Corea y Asia).